# Mizrana
Mizrana è un comune dell'Algeria, situato nella provincia di Tizi Ouzou.